# Latvijas kauss 2001
La Coppa di Lettonia 2001 (in lettone Latvijas kauss) è stata la 60ª edizione del torneo a eliminazione diretta. Lo Skonto ha vinto il trofeo per la sesta volta.

## Formula
Tutti i turni ad eliminazione diretta: preliminari, ottavi, quarti e finale in gara unica, semifinali con gare di andata e ritorno.

## Turno preliminare
Le gare si sono giocate il 7 aprile 2001.
| Squadra 1         | Risultato | Squadra 2          |
| ----------------- | --------- | ------------------ |
| Bauska            | 0 – 3     | JFC Skonto Rīga    |
| Auda Ķekava       | 5 – 0     | Kvarcs Madona      |
| Akora Seda        | 5 – 0     | RFS Nacionale Rīga |
| Rēzekne           | 5 – 0     | MBS Aluksne        |
| Robezsardze Ludza | 3 – 1     | Fortuna Ogre       |
| RAF Jelgava       | 7 – 1     | Sakarnieks Malta   |

## Ottavi di finale
Le partite si sono giocate il 10 aprile 2001.
| Squadra 1         | Risultato             | Squadra 2                       |
| ----------------- | --------------------- | ------------------------------- |
| Balvu Vilki       | 0 – 11                | Skonto                          |
| JFC Skonto Rīga   | 0 – 3                 | Rīga                            |
| Auda Ķekava       | 0 – 2                 | Metalurgs Liepāja               |
| Robezsardze Ludza | 0 – 8                 | Dinaburg                        |
| Rēzekne           | 2 – 3                 | Stalkers/Zemessardze Daugavpils |
| Akora Seda        | 0 – 3                 | PFK Daugava                     |
| Ventspils         | 4 – 0                 | Varavīksne                      |
| RAF Jelgava       | 1 – 1 (dts) (3-5 dcr) | Valmiera                        |

## Quarti di finale
Le partite si sono giocate tra il 16 e il 22 aprile 2001.
| Squadra 1         | Risultato             | Squadra 2                       |
| ----------------- | --------------------- | ------------------------------- |
| Metalurgs Liepāja | 5 – 0                 | Stalkers/Zemessardze Daugavpils |
| Dinaburg          | 1 – 0                 | Valmiera                        |
| PFK Daugava       | 0 – 0 (dts) (3-5 dcr) | Ventspils                       |
| Skonto            | 2 – 0                 | Rīga                            |

## Semifinali
Le partite si sono giocate il 2 maggio, quelle di ritorno il 10 maggio 2001.
| Squadra 1         | Totale | Squadra 2 | Andata | Ritorno |
| ----------------- | ------ | --------- | ------ | ------- |
| Metalurgs Liepāja | 2 - 5  | Skonto    | 1 - 1  | 1 - 4   |
| Ventspils         | 2 - 3  | Dinaburg  | 0 - 2  | 2 - 1   |

## Finale
| Rīga 23 maggio 2001                                             | Skonto    | 2 – 0 | Dinaburg |  |
| \| \| \| \| \| Miholaps 69’ Zakreševskis 82’ \| Marcatori \| \| |           |       |          |  |
|                                                                 |           |       |          |  |
| Miholaps 69’ Zakreševskis 82’                                   | Marcatori |       |          |  |